# Carl Ekenstam
Carl Vilhelm Ekenstam, ursprungligen Carlsson, född 26 mars 1869 i Västra Nöbbelöv, död 24 mars 1948 i Södra Mellby, var mellan 1898 och 1933 länsträdgårdsmästare i Kristianstad län. Han skapade Hälleviks arboretum som är en del av Stenshuvud nationalpark. På Hällevik planterade han exotiska träd som finns kvar än idag. Tillsammans med Henric Åkesson lade Ekenstam grunden för Sveriges första yrkesmässiga fruktodling när de insåg att jorden runt Kivik på Österlen var perfekt för fruktträd.
Carl Ekenstam är begravd på Södra Mellby kyrkogård.